# Стројешти (Васлуј)
Стројешти (рум. Stroiești) насеље је у Румунији у округу Васлуј у општини Татарани. Oпштина се налази на надморској висини од 246 m.

## Становништво
Према подацима из 2002. године у насељу је живело 238 становника, од којих су сви румунске националности.